# Osella FA1B
Az Osella FA1B egy Formula–1-es versenyautó, melyet az Osella csapat tervezett és versenyeztetett az 1980-as Formula–1 világbajnokság utolsó három futamán, valamint az 1981-es bajnoki küzdelmekben. AZ autókat több pilóta is vezette: 1980-ban az egyetlen autót Eddie Cheever, majd 1981-ben az idényt a Beppe Gabbiani - Miguel Ángel Guerra párossal kezdték meg, majd utóbbit váltotta először Piercarlo Ghinzani, egy verseny erejéig Giorgio Francia, majd a szezon második felében Jean-Pierre Jarier.

## Áttekintés
Mivel a csapat első autója, az FA1 egy sebtiben összerakott szerkezet volt, rengeteg gyermekbetegséggel küzdött. Az Osella ezért már az idény közben elkezdte megtervezni a második autót, amely majd a helyére lép. A kasztni tervezője Osella úr mellett az a Giorgio Valentini volt, aki korábban a Merzario A3 Formula–1-es versenyautót tervezte.
Hasonló volt az elődmodellhez, de szűkebbre lett annál szabva, ezzel egyrészt csökkentették a tömegét, másrészt jobban ki tudták használni a szívóhatás (ground effect) előnyeit.
1980-ban az olasz nagydíjon Cheever tizenkettedik lett, ezzel a csapat, története során először, be tudott fejezni egy versenyt. A hátralévő futamokról azonban kiesett.
1981-ben a csapat már két autót is be tudott nevezni, a Gabbiani-Guera párossal. Az eredmények azonban csapnivalóak maradtak: az első négy futamon négy kiesés illetve sikertelen kvalifikáció. Guerra Imolában már a rajtnál balesetet szenvedett, ami miatt eltört a bokája, és ezzel véget ért a karrierje is úgy, hogy beállított egy negatív rekordot: négy indulásból egyszer tudott csak futamon részt venni, de végül egyetlen versenykört sem tett meg. Ugyanezen a futamon Gabbiani a nyolcadik helyről esett ki. Guerra helyére a szintén újonc Ghinzani ült be, de csak azért, mert az eredetileg kiszemelt sportautós Giorgio Franciával nem sikerült még megállapodni. Mivel azonban ő nem vált be, megváltak tőle, így a francia nagydíjon ismét csak egy versenyző vett részt. Az Osella eközben kísérletezett újításokkal is, mint a hidropneumatikus felfüggesztés. A német nagydíjtól a második számú pilóta a veterán Jean-Pierre Jarier lett, aki sorban háromszor is célba ért (bár nem szerzett pontot) az autóval, egyszer pedig kiesett. Ezalatt Gabbiani csak szenvedett, a legtöbbször a futamokra se tudta magát kvalifikálni. Jarier az idény utolsó három futamán már az új, FA1C modellel indult.

## Eredmények
| Év   | Csapat             | Motor        | Gumik | Pilóták             | 1   | 2   | 3   | 4   | 5   | 6   | 7   | 8   | 9   | 10  | 11  | 12  | 13  | 14  | 15  | Pontok | Helyezés |
| ---- | ------------------ | ------------ | ----- | ------------------- | --- | --- | --- | --- | --- | --- | --- | --- | --- | --- | --- | --- | --- | --- | --- | ------ | -------- |
| 1980 | Osella Racing Team | Cosworth DFV | G     |                     | ARG | BRA | RSA | USW | BEL | MON | FRA | GBR | GER | AUT | NED | ITA | CAN | USA |     | 0      | -        |
| 1980 | Osella Racing Team | Cosworth DFV | G     | Eddie Cheever       |     |     |     |     |     |     |     |     |     |     |     | 12  | KI  | KI  |     | 0      | -        |
| 1981 | Denim Osella       | Cosworth DFV | M     |                     | USW | BRA | ARG | SMR | BEL | MON | ESP | FRA | GBR | GER | AUT | NED | ITA | CAN | CPL | 0      | -        |
| 1981 | Denim Osella       | Cosworth DFV | M     | Miguel Ángel Guerra | NK  | NK  | NK  | KI  |     |     |     |     |     |     |     |     |     |     |     | 0      | -        |
| 1981 | Denim Osella       | Cosworth DFV | M     | Piercarlo Ghinzani  |     |     |     |     | 13  | NK  |     |     |     |     |     |     |     |     |     | 0      | -        |
| 1981 | Denim Osella       | Cosworth DFV | M     | Beppe Gabbiani      | KI  | NK  | NK  | KI  | KI  | KI  | NK  | NK  | NK  | NK  | NK  | NK  | NK  | NK  | NK  | 0      | -        |
| 1981 | Denim Osella       | Cosworth DFV | M     | Giorgio Francia     |     |     |     |     |     |     | NK  |     |     |     |     |     |     |     |     | 0      | -        |
| 1981 | Denim Osella       | Cosworth DFV | M     | Jean-Pierre Jarier  |     |     |     |     |     |     |     |     | 8   | 8   | 10  | KI  |     |     |     | 0      | -        |

## Forráshivatkozások
1. 1 2 3  Tíz év küzdelem – az Osella-sztori (magyar nyelven). Napi F1 sztori, 2022. január 29. (Hozzáférés: 2025. január 29.)